# Maria Helena Vieira da Silva
María Helena Vieira da Silva (Lisboa, 13 de junio de 1908 - París, 6 de marzo de 1992) fue una pintora portuguesa. Tuvo que emigrar a Brasil durante el periodo de la Segunda Guerra Mundial, finalizada la cual  regresó a Europa instalándose en París definitivamente.

## Biografía
María Helena Vieira da Silva tuvo una infancia difícil, ya que su padre falleció cuando ella tenía dos años. Fue educada por su madre y su tía que despertaron en ella, mediante el aprendizaje de la música y el descubrimiento de las artes plásticas, una sensibilidad artística constante. En el año 1919, Vieira da Silva entró en la Academia de Bellas Artes en Lisboa, que alternó con clases de anatomía en la Facultad de Medicina, para estudiar dibujo con Emilia Santos Braga. Se mudó a París en el año 1928 para poder seguir su formación, inscribiéndose en el curso de escultura de Emile-Antoine Bourdelle en la Académie de la Grande Chaumière. Ese mismo año visitó por primera vez Italia. De hecho, algo común en su vida fue la gran actividad viajera que tuvo hasta su muerte. No obstante, la mayor parte de su producción artística, menos el tiempo que pasó en Brasil, corresponde al tiempo que vivió en Portugal y Francia.
Mientras estuvo en París, se vio inmersa en multitud de influencias, desde la abstracción geométrica del grupo Cercle et Carré (Circle and Square, 1929-1933) y Joaquín Torres-García hasta el estilo decorativo de Pierre Bonnard.  
El pintor italiano Massimo Campigli fue su primer comprador. Éste adquirió un óleo de 1934 como consecuencia del éxito de la primera exposición que tuvo en la galería de Jeanne Bucher (París). 
Al estallar la Segunda Guerra Mundial, María Helena y su marido, el pintor Árpád Szenes, se marcharon a Portugal, antes de ir hacia Río de Janeiro (Brasil). Allí vivieron durante siete años.
Las primeras pinturas de María Helena Vieira da Silva tuvieron influencias diversas ya que su estilo combinaba el cubismo, el futurismo y el constructivismo. Sus primeros trabajos, asociadas estas influencias con su agudo sentido del ritmo y patrón, reflejaron una sensibilidad que se convirtió en un componente primordial en sus pinturas más maduras. 
Tuvo su primera exposición individual en el año 1933 en la Galerie Jeanne Bucher, en París, en la que exhibió ilustraciones de un libro para niños junto a algunas pinturas.  
En 1943, participó en The Exhibition by 31 Women que se realizó en la galería de arte de Peggy Guggenheim el Art of this Century en Nueva York. En Brasil, siguió pintando y exhibiendo hasta que ella y su marido regresaron a París en el año 1947. 
La casa familiar de estos dos protagonistas se convirtió en un lugar de encuentro de intelectuales y pintores nativos, como por ejemplo Martin Gonçalves, Navarra o Sciar. La obra de Vieira da Silva fue muy valorada en el país sudamericano, ya que se expuso en la galería Askanasy en Río de Janeiro y en el Palacio Municipal de Belo Horizonte. Cuando Vieira da Silva en un principio regresó a Portugal, el dictador Oliveira Salazar le negó la nacionalidad portuguesa a su marido, lo que supuso un desencadenante para que María Helena abandonara su patria natal. Se nacionalizó francesa y se instaló definitivamente en París. 
En la producción de este periodo se observa nítidamente la influencia de Fernand Léger y Paul Klee. Aunque algunos críticos creen que la importancia con la que la autora crea ciertas atmósferas en sus obras, recuerda a los paisajes de Lisboa donde ella pasó su infancia. 
Su obra vinculada a la Segunda Escuela de París, le sirvió para que la consideraran como la pintora portuguesa más importante del siglo XX. Sus cuadros se sitúan entre la pintura abstracta y la pintura figurativa, entre el interés por el primitivismo y el cubismo sintético. Todas ellas resultan una amalgama de estilos, ideas y desarrollos que se fusionan en cada cuadro. Debido a esto, son tan fáciles de identificar. 
La temática pictórica de sus obras a partir del año 1950, se centra en la posguerra: ciudades quemadas o inundadas, callejones, puestas de sol y paisajes… Obras con títulos como “Les façades éboulées, 1957”, “Canaux en Hollande, 1958” o “Vielle Amérique, 1958” sirven para desbibujar la especifidad del lugar con prototipos genéricos: naturaleza, cultura, ciudad… 
Aunque ella fue pintora en su mayor parte, también experimentó otras vertientes. Por ejemplo, en el año 1966, aceptó una comisión para diseñar un vitral para el ábside de la capilla este en la Catedral de Reims, en Francia. Continuó pintando durante la década de 1980 y su trabajo posterior se enfoca en la luz, tanto en la gama cromática como en la propia temática. En los años 80 filmó junto a su marido una película sobre su obra. 
Fue ciudadana francesa desde el año 1956 y murió el 6 de marzo de 1992 en París.

## Reconocimientos
El trabajo de Vieira da Silva se incluyó en una exposición colectiva en Kunsthalle Basel en el año 1954 y en la Bienal de Caracas cuatro años después, 1958. Su primera retrospectiva se hizo en Kestner Gesellschaft, en Hannover, 1958. En el mismo año también expuso en el International de Pittsburgh (ahora Carnegie International) y fue mencionada en la exposición del Premio Internacional Guggenheim. En el año 1963 llevó a cabo su primera vidriera destinada a Saint Jacques de Reims y ese mismo año recibió el Gran Premio Nacional de las Artes en París. Ella tuvo retrospectivas en el Musée de Grenoble, en Francia (1964); Museo Cívico en Turín (Italia, 1964); Musée national d´art moderne de la Ville de París (1969-1970); Musée Fabre en Montpellier (Francia, 1971); Musée d´ar moderne de la Ville de París (1977) y Fundación Juan March en Madrid (1991). También, fue la artista honrada en la Bienal de Sao Paulo en el año 1989.  
Portugal reconoció el valor de su obra y fue nombrada miembro de la Academia Nacional de Bellas Artes. Hasta su fallecimiento en el año 1991, su obra recibió numerosas distinciones y fue expuesta en múltiples ocasiones. Además de las condecoraciones ya mencionadas, recibió la Gran Cruz de Santiago de Portugal, pero desafortunadamente falleció antes de asistir a la inauguración de la fundación que lleva su nombre en la antigua manufactura de seda de Lisboa.
En 2016, la obra de Viera da Silva fue mencionada en la colección de ensayos Rebuçados Venezianos, de la filósofa portuguesa Maria Filomena Molder.

## Obras

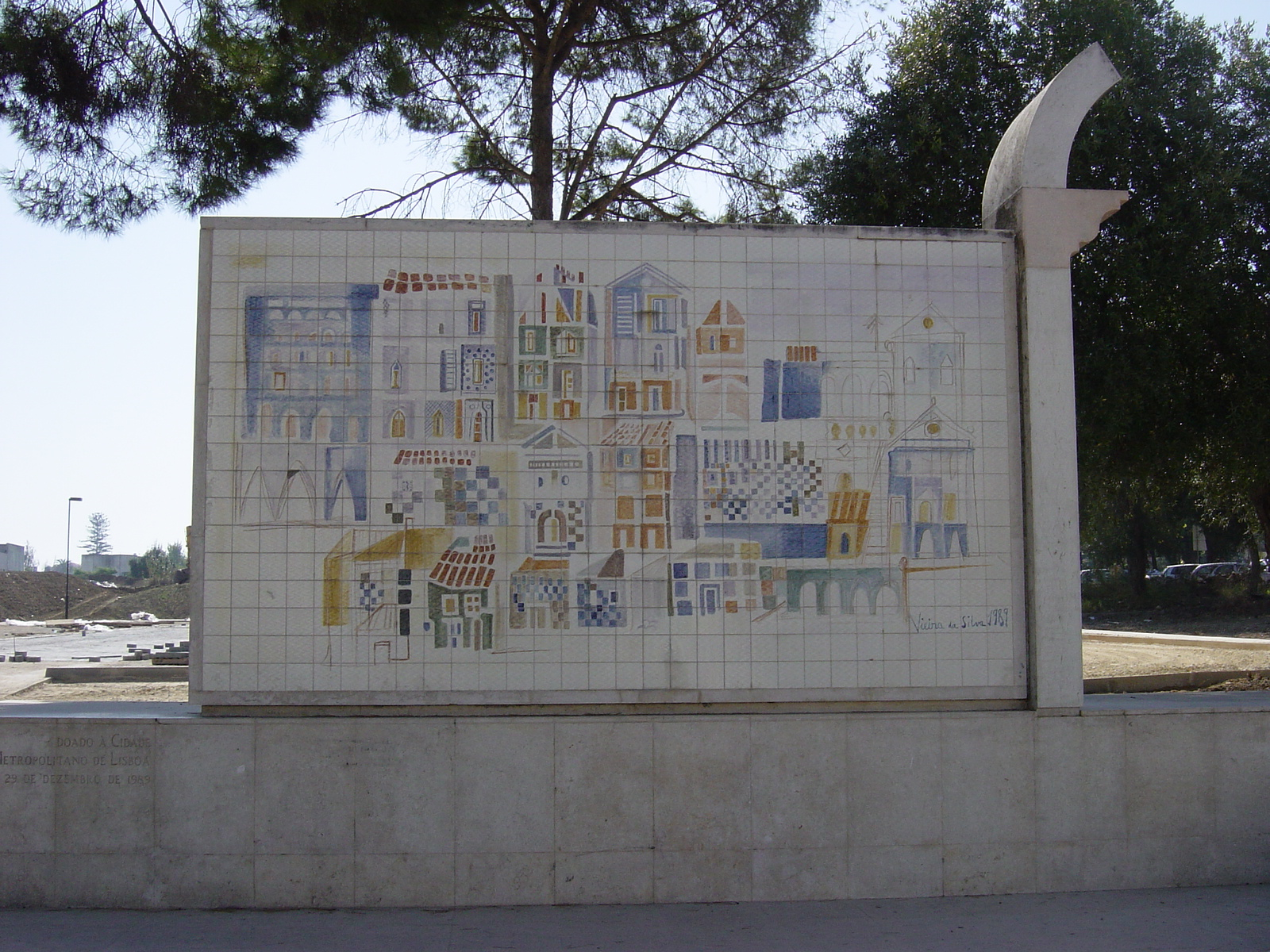
Cidade Universitária (Metro de Lisboa)

- As Bandeiras Vermelhas (1939, 80 × 140 cm)
- A Partida de Xadrez (1943, 81x100 cm)
- História Trágico-Marítima (1944, 81,5 × 100 cm)
- O Passeante Invisível (1949-1951, 132 × 168 cm)
- O Quarto Cinzento (1950, Tate Gallery, Londres, 65 × 92 cm)
- L'Allée Urichante (1955, 81 × 100 cm)
- Les Grandes Constructions (1956, 136 × 156,5 cm)
- Londres (1959, 162 × 146 cm)
- Landgrave (1966, 113,6 × 161 cm)
- Passage des miroirs (1971), Museo de Bellas Artes de Bilbao
- Terre de Sienne (1972), Museo Nacional Centro de Arte Reina Sofía, Madrid
- Bibliothéque en Feu (1974, 158 × 178 cm)

## Libros
- Rosenthal, Gisela (1998). Vieira da Silva, 1908-1992 : the quest for unknown space. Taschen. ISBN 3-8228-8269-0. OCLC 40609565.
- Vallier, Dora (1982). Vieira da Silva, chemins d'approche. Ecritures,figures. Galilée. ISBN 2-7186-0227-9. OCLC 260009109.
- Weelen, Guy (1961). Vieira da Silva. Painters of to-day. Methuen. OCLC 12337320.